# Vulcaniella pontica
Vulcaniella pontica là một loài bướm đêm thuộc họ Cosmopterigidae. Nó được tìm thấy ở Thổ Nhĩ Kỳ.